# Здравоохранение в Бутане
Здравоохранение в Бутане имеет один из самых высоких приоритетов в схеме развития и модернизации страны. Здравоохранение и связанные с ним вопросы курирует Министерство здравоохранения, которое представлено в правительстве министром здравоохранения.

## Система здравоохранения

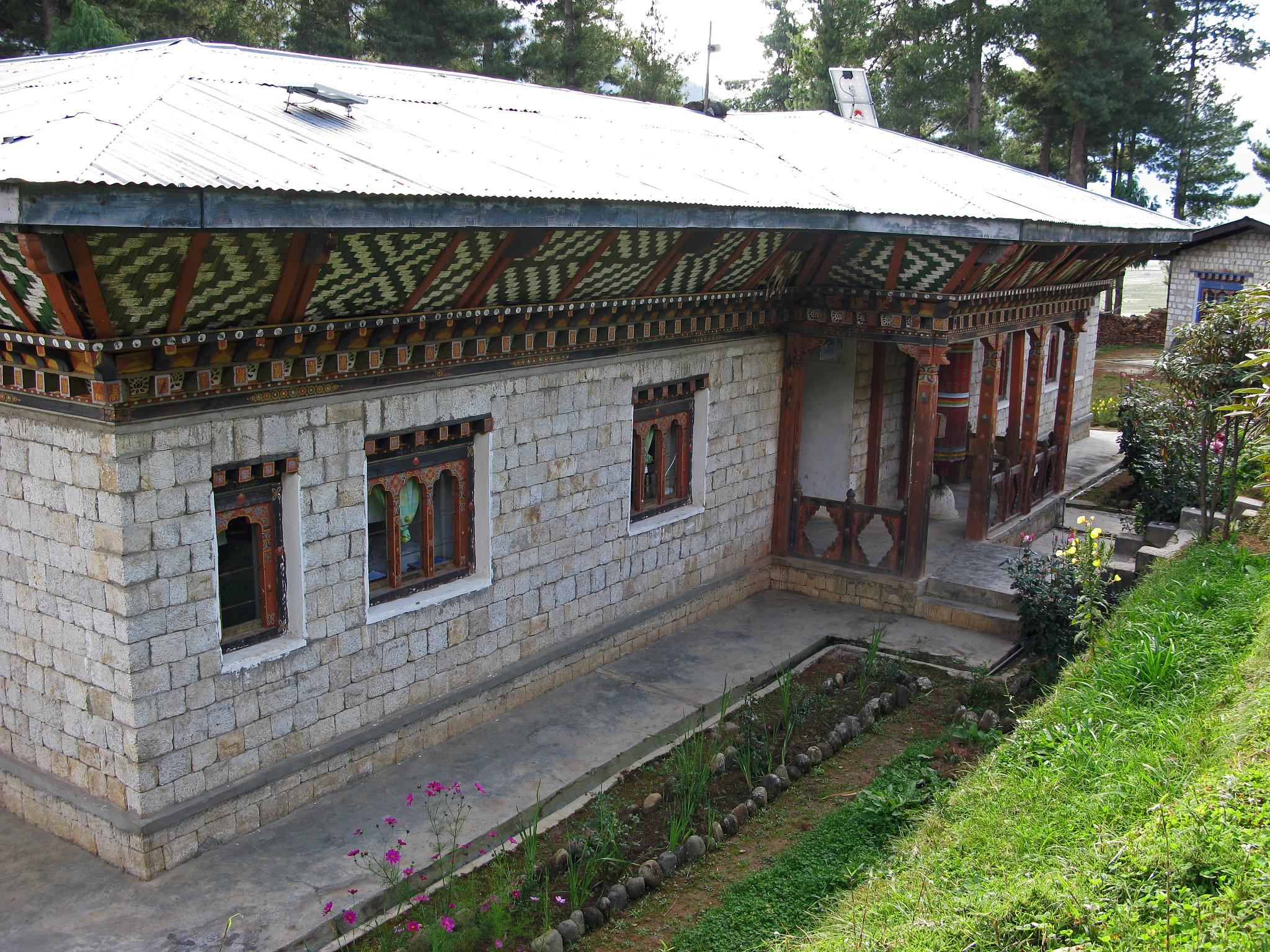
Больница в долине, дзонгхаг Вангди-Пходранг

Министерство здравоохранения начало вводить единую систему здравоохранения начиная с 1970-х годов.

### Учреждения здравоохранения
В 2009 году на весь Бутан была 31 больница. Большинство дзонгхагов имело по крайней мере одну больницу, за исключением Гаса. В Тхимпху было 5 больниц, в то время как в дзонгхагах Чукха, Самце и Трашиганг — по три. Кроме того каждый дзонгхаг имел ряд более мелких медицинских учреждений.
В больницах и других медицинских учреждениях работали 3756 сотрудников Министерства здравоохранения: 176 врачей, 556 медсестёр, 92 помощника медсестёр; 505 медико-санитарных работников, 35 санитарных врачей и их ассистентов, 41 drungtshos (врач народной медицины), 52 smenpas (врач народной медицины), 12 фармацевтов, 79 аптечных работников, 13 лабораторных технологов; 549 других специалистов и ассистентов, а также 1601 сотрудник администрации и вспомогательный персонал.

## Проблемы со здоровьем

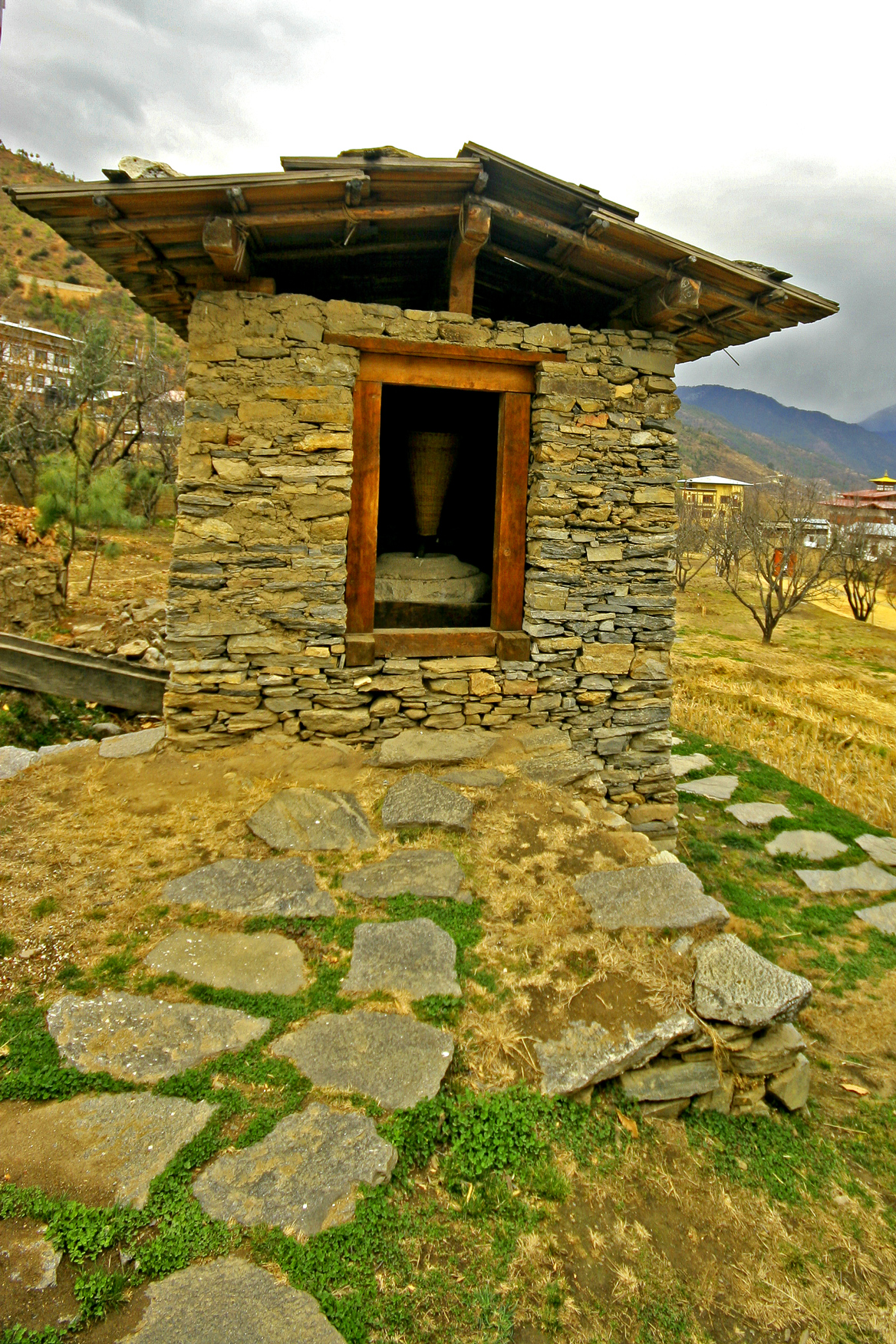
Туалет в Бутане

По состоянию на 2009 год, большинство бутанцев имели доступ к питьевой воде (83 %) и основным санитарным услугам (91 %). Самыми распространёнными заболеваниями были диарея (2892 на 10 000 человек) и пневмония (1031) среди детей в возрасте до 5 лет; кожные инфекции (1322); конъюнктивит (542), гипертензия (310) и кишечные черви (170). Менее распространенными заболеваниями были сахарный диабет (38 на 10000 человек); заболевания печени, связанные с алкоголем (23), а также рак (17). Заболеваемость малярией и туберкулёзом, как правило, низкая, 10 и 15 случаев на 10 000 человек, соответственно.
В Бутане зарегистрированы заболевания гриппом штаммов H1N1 («свиной грипп») и H5N1 («птичий грипп»). В 2009 году было 6 подтвержденных случаев заболеванием штаммом H1N1, ни один из которых не закончился смертельным исходом. Однако была по крайней мере одна вспышка заболеваний «птичьим гриппом» в гевоге Пхунчолинг, и это заболевание вызывает серьёзную озабоченность в Министерстве здравоохранения.
По состоянию на 2010 год зарегистрировано 185 случаев заболеванием ВИЧ. Министерство здравоохранения связывает увеличение количества заболеваний с распущенностью, употреблением наркотиков и распространением ВИЧ/СПИДа в соседних странах.

### Охрана материнства и детства
В июне 2011 года Фонд ООН в области народонаселения опубликовал доклад о состоянии акушерства в мире. В нём содержатся данные об акушерской помощи, политике в отношении новорожденных и материнской смертности в 58 странах. В 2011 году в Бутане материнская смертность составляла 200 случаев на 100 000 родов. В 2008 году этот показатель составлял 254,9, а в 1990 году — 1145,4 смертей. Уровень смертности новорожденных составляет 81 смертей на 1000 новорожденных. В Бутане число акушеров на 1000 живорождённых составляет 15 человек. По состоянию на 2008 год 90 % населения было охвачено правительственной программой иммунизации. В 2010 году Министерство здравоохранения отметило тенденцию роста количества подпольных абортов среди бутанских женщин (466 в 2003 году; 1057 в 2009 году), которые по-видимому выполняются в соседней Индии, и это способствует повышению материнской смертности в Бутане.

### Качество продуктов питания
Согласно Продовольственному закону 2005 года (англ. Food Act of 2005), в Бутане создана национальная комиссия по контролю за качеством продуктов питания, возглавляемая министром сельского хозяйства и включающая десять членов из других министерств и ведомств (здравоохранения, торговли, внутренних дел, охраны окружающей среды). Комиссия формулирует продовольственную политику правительства. Продовольственный закон также регулирует продовольственный импорт и экспорт.

### Курение
Правительство Бутана ведёт активную пропаганду за отказ от курения и продажи табачных изделий, используя образовательные, экономические и уголовные стимулы. В 2010 году был принят Закон о контроле над табаком, который запрещает продажу табака и вводит налог на импорт. Закон также уполномочивает Совет по борьбе с курением обеспечить работу реабилитационных центров для диагностики и лечения табачной зависимости.

### Алкоголь
Бутан также стремится препятствовать потреблению алкоголя из-за его воздействия на здоровье и счастье. В 2011 году правительство приняло постановление о контроле за алкоголем, которое, согласно которому в три раза увеличивался налог на алкоголь. В результате упали продажи алкоголя и поднялись цены. В последнее время возросло употребление алкоголя среди студентов, в результате чего несколько из них были исключены из элитного бутанского колледжа Шерубце.

## История
Медико-санитарная помощь Бутана начала ускоренно развиваться в 1960-х годах после создания Департамента здравоохранения и открытия новых больниц и диспансеров по всей стране. В начале 1990-х годов в стране было 29 больниц (в том числе 5 лепрозориев, 3 армейских госпиталя и один мобильный госпиталь), 46 диспансеров, 67 медицинских пунктов и 15 противомалярийных центров. Крупные больницы были в Тхимпху, Гелепху и Трашиганге. Количество больничных коек в 1988 году составило 932. Существовала острая нехватка медицинского персонала. По официальной статистике было лишь 142 врача и 678 фельдшеров, примерно один медицинский специалист на каждые 2000 человек, или только один врач на почти 10 000 человек.
Королевский медицинский институт совместно с Национальным госпиталем, созданным в 1974 году, организовали курсы для санитаров, медсестёр и акушерок. Выпускники курсов стали основой национальной системы здравоохранения и помогали работникам медпунктов по всей стране. В помощники им набирались добровольцы из деревень.
Лечение в Бутане бесплатное, правительство финансирует систему всеобщего здравоохранения. Тем не менее, больниц в Бутане мало, а некоторые болезни, такие как рак, в Бутане не лечатся. Пациенты, которых не могут вылечить в Бутане, доставляют в больницы Индии, и их лечение оплачивается правительством Бутана.
В 1980-х годах самыми распространёнными заболеваниями в Бутане были желудочно-кишечные инфекции, в основном связанные с отсутствием чистой питьевой воды. Также были распространены заболевания дыхательных путей, диарея и дизентерия, гельминты, кожные инфекции, малярия, недоедание и конъюнктивит. В 1977 году Всемирная организация здравоохранения (ВОЗ) объявила Бутан зоной, свободной от оспы. В 1979 году была создана общенациональная программа иммунизации. В 1987 году правительством, при поддержке ВОЗ, была разработана программа по иммунизации к 1990 году всех детей от дифтерии, коклюша, столбняка, полиомиелита, туберкулёза и кори. В планах правительства было к 2000 году ликвидировать такие болезни как диарея, дизентерия, малярия, туберкулёз, пневмония и зоб. В 1970-1980-х годах был достигнут прогресс в лечении проказы, в течение этих лет число больных сократилось более чем наполовину, а в 1988 году правительство планировало победить болезнь к 2000 году.
По оценкам, в 1988 году только 8 человек из 1000 имели доступ к чистой питьевой воде. Несмотря на улучшения, предоставляемые людям через государственные программы экономического развития, Бутан по-прежнему сталкивается с проблемами здравоохранения. Среди факторов, определяющих высокую заболеваемость в стране и смертность, можно выделить суровый климат, плохие санитарно-гигиенические условия жизни, например, не проветриваемые зимой жилые помещения, что вносит свой вклад в высокую заболеваемость проказой, и вдыхание дыма во время приготовления пищи из-за плохо вентилируемого оборудования. Тем не менее, в 1980 году было подсчитано, что 90 % бутанцев ежедневного потребляют достаточное количество калорий.
Хотя до начала 1990-х годов не было никаких сообщений о случаях заболевания СПИДом, Департамент здравоохранения в 1987 году создал программу информирования общественности. При поддержке ВОЗ в больнице Тхимпху была создана «справочная лаборатория», в которой проводили тесты на СПИД и ВИЧ. В 1990 году представители Национального института здоровья семьи были отправлены в Бангладеш для обучения в области профилактики и лечения СПИДа.